# Моє місто. Сорок віршів про Миколаїв
«Моє місто. Сорок віршів про Миколаїв» (рос. Мой город. Сорок стихотворений о Николаеве) — збірка віршів присвячених місту Миколаєву. Укладач  Є. Мірошниченко
- Анотація: Поезія, присвячена Причорноморському краю, має широкий діапазон. Видання є антологічною збіркою, до якої входять сорок віршів, присвячених місту Миколаєву. Автори різних поколінь створюють своєрідну поетичну біографію рідного краю. Книгу доповнено ексклюзивними ілюстраціями. Збірка вийшла в м. Миколаєві (видавець Шамрай П.М.) у 2013 році. Видання адресовано любителям поезії, краєзнавцям, екскурсоводам, туристам та гостям міста Миколаєва.
- ISBN 978-617-680-015-6
- УДК 821-(4)
- ББК 84(4)6-5я43

## книгу
- Офіційний сайт видавництва «Шамрай» [Архівовано 29 жовтня 2013 у Wayback Machine.]